# Marie-Louise de Savoie (1729-1767)
Pour les articles homonymes, voir Marie-Louise de Savoie.
Marie Louise de Savoie (Maria Luisa Gabriella), née le 25 mars 1729 et mort le 22 juin 1767), est une princesse de Savoie. 

## Biographie
Marie Louise est la deuxième fille du duc Charles-Emmanuel III et de sa seconde épouse, Polyxène de Hesse-Rheinfels-Rotenbourg. Cette dernière meurt le 1735, Marie Louise a tout juste l'âge de cinq ans. Elle a été nommée d'après sa tante, Marie-Louise-Gabrielle de Savoie (1688-1714), reine d'Espagne, épouse de Philippe V d'Espagne.
Comme sa sœur aînée, Éléonore de Savoie, Maria Louise est envisagée comme épouse pour Louis, Dauphin de France. Le Dauphin est le fils aîné de Louis XV , qui à son tour est son cousin germain.
Le mariage entre les dirigeants de la France et de la Savoie ne s'est jamais concrétisé, Louis épousant Marie-Thérèse d'Espagne qui est morte en couches, puis Marie-Josèphe de Saxe (1731-1767). Comme toutes ses sœurs, la princesse de Savoie reste célibataire. Elle est morte à l'âge de 38 ans à Turin. Elle est enterrée à la Basilique Royale de Superga à Turin. Son père est mort en 1773, et son frère aîné Victor-Amédée lui succède comme roi.